# Стадион Хайдук
Стадион „Хайдук“ е многофункционален стадион в Кула, Сърбия. Използва се главно за футболни срещи и е собственост на Хайдук Кула. Стадионът е с капацитет от 5973 места.